# Liste der Monuments historiques in Montgé-en-Goële
Die Liste der Monuments historiques in Montgé-en-Goële führt die Monuments historiques in der französischen Gemeinde Montgé-en-Goële auf.

## Liste der Objekte
| Bezeichnung                                                   | Beschreibung | Standort                                      | Kennzeichnung | Schutzstatus       | Datum | Bild |
| ------------------------------------------------------------- | --- | --------------------------------------------- | ------------- | ------------------ | ----- | ---- |
| Skulpturengruppe Das Grab                                     | Steinerne Figurengruppe aus fünf stehenden Figuren die auf den vor ihnen liegenden Leichnam Christi blicken. Gefertigt im 16. Jahrhundert. | In der Kirche St-Étienne (Lage)               | PM77002201    | (Inscrit) Declassé | 1908  |      |
| Gemälde eines Wappens                                         | Wappen von Louis-Henri, Herzog von Bourbon, Prinz von Condé. Entstehungszeit im 18. Jahrhundert. | In der Kirche St-Étienne (Lage)               | PM77003838    | Inscrit            | 1980  |      |
| Taufbecken                                                    | Taufbecken aus Stein. Hergestellt im 18. Jahrhundert. | Im Kirchenschiff der Kirche St-Étienne (Lage) | PM77001184    | Classé             | 1981  |      |
| Skulptur eines Kopfes                                         | Fragment einer Steinskulptur aus dem 16. Jahrhundert. | In der Nordwand der Kirche St-Étienne (Lage)  | PM77001185    | Classé             | 1981  |      |
| Grabstein für Jehan Grison und seine Frau Geneviève Goulliard | Mit den eingravierten Bildnissen der Verstorbenen aus dem 17. Jahrhundert. | Im Kirchenschiff der Kirche St-Étienne (Lage) | PM77001183    | Classé             | 1981  |      |
| Skulptur Heiliger Sebastian                                   | Im Jahr 1967 gefundene Steinskulptur aus dem 18. Jahrhundert. | In der Kirche St-Étienne (Lage)               | PM77003837    | Inscrit            | 1980  |      |
| Grabstein von Jehan Grison für seine Tochter Barbe            | Steintafel mit einer Inschrift die fast die gesamte Fläche einnimmt. Sie trägt die Jahreszahlen 1590, 1627 und 1629 und gibt die Stiftung von heiligen Messen und den Tod von Jehan Grison (1629) wieder. Die Platte wurde zwischenzeitlich als Steinbodenplatte für einen Kamin in einem Privathaus in Montgé-en-Goêle verwendet. Bei einer Renovierung im Jahr 2002 wurde der Grabstein entdeckt und der Gemeinde geschenkt. | In der Kirche St-Étienne (Lage)               | PM77004860    | Inscrit            | 2005  |      |
| Grabstein für Grégoire Courthois                              | Die Inschrift nimmt fast die gesamte Fläche ein und ist umgeben von einer dekorativen Schriftrolle mit einem eingravierten Rahmen. Die Platte wurde zwischenzeitlich als Steinbodenplatte für einen Kamin in einem Privathaus in Montgé-en-Goêle verwendet. Bei einer Renovierung im Jahr 2002 wurde der Grabstein entdeckt und der Gemeinde geschenkt. Bezeichnet mit 1621.                                                   | In der Kirche St-Étienne (Lage)               | PM77004861    | Inscrit            | 2005  |      |